# Шапорина, Любовь Васильевна
Любо́вь Васи́льевна Шапо́рина (урождённая Я́ковлева; 9 [22] декабря 1879, Санкт-Петербург — 17 мая 1967, Ленинград) — российская художница и переводчица

, известная преимущественно как автор дневника. Жена композитора Юрия Шапорина.

## Биография
Училась в Екатерининском институте в Петербурге, обучалась живописи у А. В. Маковского на педагогических курсах в Императорской академии художеств. В Париже, вместе с А. П. Остроумовой-Лебедевой, посещала академию Анри Матисса. Училась в 1908 году офорту в Париже в ателье Е. С. Кругликовой, там познакомилась с молодым композитором Юрием Шапориным и вышла за него замуж 26 января 1914 года.
Вернулась в Санкт-Петербург, жила с детьми в Детском Селе. В 1930-х годы входила в дружеское окружение А. Н. Толстого. Имела широкий круг знакомств, включавший в себя практически всю старопитерскую художественную интеллигенцию. Блокаду пережила в Ленинграде, с июля 1941 по июль 1942 года работала в госпитале медсестрой. После снятия блокады два года собирала для Научно-исследовательского института театра и музыки материалы по теме «Театр и музыка в условиях блокады».

### Семья
Отец — Василий Васильевич Яковлев (1838—1912), юрист, прокурор Вильны, член петербургской судебной палаты.
Мать — Елена Михайловна Яковлева (в первом браке Ненарокомова, 1852—1933).
Сестра - Елена Фёдоровна Дейша (в девичестве Ненарокомова, 1871-1956)
Братья — морские офицеры Василий (1883—1970) и Александр (1893—1975) Яковлевы; после 1917 года эмигрировали.
Муж (с 26.1.1914) — Юрий Александрович Шапорин; Рассталась с мужем в 1929 году, но формальные брачные узы были сохранены. Дети:
- Василий (1915—1989), театральный художник;
- Алёна (1921—1933)[2].

## Творчество
Участвовала в выставках Нового общества художников и «Мира искусства», увлеклась марионетками. В 1912 году попыталась создать кукольный театр, но этому помешал недостаток средств. Участвовала как художник и переводчик в петербургских постановках художественного театра кукол П. П. Сазонова и Ю. Л. Слонимской, писала декорации для агитационного театра кукол Н. Петрова. В 1916 году перевела пьесу Карло Гоцци «Зеленая птичка», написала эскизы декораций и костюмов кукол, но постановка не была доведена Н. Петровым до премьеры. 12 апреля 1919 года под ее началом открылся первый в советской России Петроградский государственный театр марионеток (Литейный проспект, 51 — б. театр Елисеева на Невском проспекте); были показаны «Сказка о царе Салтане» А. С. Пушкина, «Вертеп» М. А. Кузмина. Постановки театра имели успех, но Шапорина в 1924 году уехала со своими детьми на четыре года в Париж и от дел театра несколько отошла.

### Переводы
Переводила на русский язык произведения Стендаля, Г. Келлера, К. Гольдони, «Хроники моей жизни» И. Стравинского, французские письма К. Петрова-Водкина к жене. Также ею было переведено множество пьес и трудов многих авторов с итальянского, французского и немецкого языков.

### Дневник
Вела личный дневник с 1898 года до смерти, почти 70 лет. Систематически и подробно начала писать дневник весной 1917 года. «суть дневника заключается не в остроте критического отношения самой Любови Васильевны и ее знакомых к советской власти, а в той обстоятельности, с которой Шапорина фиксирует каждодневный „недуг бытия“, переживаемый советским человеком». Шапорина писала: «Я чувствую себя каким-то дубом на поляне. За 25 лет всё и все менялись, меняли убеждения, верования, взгляды. Я оставалась верна своим убеждениям и самой себе…» (1944).
Прочла сегодня речь Сталина. Как глупо, ни одной умной мысли. Почему мы не можем справиться с немцами? Потому что нет второго фронта. А что же мы делали 25 лет, твердя, что мы в капиталистическом окружении и что мы такую армию готовим, которая со всем миром справится? Немцев три миллиона на нашем фронте, а почему у нас нет этих миллионов и немцы везде с превосходящими силами и всюду их больше, чем нас.
С чем мы пришли  к 25-й годовщине – с одной Московией Ивана Грозного. Всё потеряли. И всё шумим, и всё хвастаемся, и удерживаем их только пушечным мясом.
.

## Сочинения
- Шапорина Л. Дневник. — М.: Новое литературное обозрение, 2012. — Т. 1—2.